# Gabelabrillenvanga
Der Gabelabrillenvanga (Prionops gabela), auch Angolabrillenvanga, Angolabrillenwürger oder Gabelabrillenwürger, ist eine Vogelart aus der Unterfamilie der Brillenwürger (Prionopinae) innerhalb der Familie der Vangawürger (Vangidae), die in Böschungen in der Nähe von Gabela und im Quiçama National Park in der angolanischen Provinz Cuanza Sul südlich von Porto Amboim und östlich der Hafenstadt Sumbe heimisch ist. Sein Verbreitungsgebiet, das infolge von Abholzungen stark zersplittet ist, umfasst eine Fläche von 4,640 km².

## Beschreibung
Der Gabelabrillenvanga wurde erst 1957 entdeckt und durch den kanadischen Ornithologen Austin Loomer Rand zum ersten Mal beschrieben. Das Gefieder des etwa 19 cm großen Vogels ist schwarz. Der Körper ist schiefergrau, die Schwanzspitzen weiß. Die Augen, Augenfalten und der Schnabel sind rot. Über seine Lebensweise ist nur wenig bekannt, weil eine Erforschung der Region und der Population aufgrund der Nachwirkungen des Bürgerkrieges schwierig ist.

## Bestand und Gefährdung
Birdlife schätzte den Bestand im Jahre 2001 auf 1000 bis 2500 Exemplare, wobei dieser Vogel seit 1978 nur gelegentlich gesichtet wurde. Im Oktober 2005 gelangen britischen Ornithologen die allerersten Fotoaufnahmen. Er ist als Bewohner von Baumwipfeln vor allem durch die Land- und Forstwirtschaft gefährdet. Die Lebensraumzerstörung ist darauf zurückzuführen, dass in manchen Gegenden die Wälder zu 70 bis 95 Prozent gelichtet und die Bodenvegetation entfernt wurde, um Platz für Bananen, Süßkartoffeln, Kaffee, Maniok und Mais zu schaffen. Im Jahre 1996 wurde der Vogel von der IUCN in die Kategorie „stark gefährdet“ (endangered) eingestuft.